# Vanda stadsbibliotek
Vanda stadsbibliotek ligger i den finländska staden Vanda. Biblioteket har tolv vanliga filialer och en bokbuss samt ett sjukhusbibliotek i Katrine sjukhus i stadsdelen Sjöskog. Bibliotekets huvudbibliotek har decentraliserats till Dickursby och Myrbacka bibliotek. År 2008 var stadsbibliotekets driftsutgifter sammanlagt 6 839 000 euro.